# Ectopsocus strauchi
Ectopsocus strauchi är en insektsart som beskrevs av Günther Enderlein 1906. Ectopsocus strauchi ingår i släktet Ectopsocus och familjen rektangelstövsländor. Inga underarter finns listade i Catalogue of Life.